# 簡又新
簡又新（1946年2月4日—），臺灣政治人物，桃園市人。現任中華民國無任所大使，台灣永續能源研究基金會（TAISE）董事長、總統府國家氣候變遷對策委員會顧問，從事氣候變遷與環境保護相關公益倡議活動。曾任交通部部長、外交部部長等職。

## 早年
簡又新生於桃園縣大溪鎮，其父歷任台灣各糖廠廠長，外祖父則是抗日運動者林呈祿。簡又新台大機械系畢業後負笈美國紐約大學，取得學位後返台於淡江大學任教多年，航空工程學系教授、系主任、工學院院長。同時期並主持光啟文教視聽節目服務社製作三台聯播科技性電視節目《尖端》（榮獲第18屆金鐘獎電視金鐘獎新聞節目獎得獎節目）。

## 從政
蔣經國時代，於臺北市以第一高票當選立法委員。

### 內閣生涯
1987年，出任中華民國第一任環保署長。
1991年擔任交通部長，任內由於發生十八標弊案、長榮事件等，與國民黨非主流派不和。1993年轉任駐英國代表。
1997年中葉，蕭萬長組閣時，據稱簡又新已被總統府告知將出任外交部長。當時蕭萬長認為，簡又新與新黨立委（多數是從新國民黨連線出走）的恩怨不利未來建立行政院與立法院的和諧，故對簡又新出任外交部長表示保留。而時任副總統的連戰亦就此事向李登輝說明，結果簡又新從外交部長內定名單宣佈撤換，連戰與蕭萬長商討的結果改由駐美國代表胡志強出任。
2000年民主進步黨執政後，被任命為總統府副秘書長。
2002年游錫堃內閣成立時，簡出任外交部長。任內宣布中華民國「再度承認」外蒙古獨立和其主權國家地位，並與蒙古國互設代表處。結束自1953年中華民國政府廢除《中蘇友好同盟條約》以來，對外蒙主權長達半世紀的聲索。以及在中華民國護照封面加上「Taiwan」字樣，以便與中華人民共和國護照區隔等重大政策。
2004年，因夏馨賀電事件宣佈請辭。
2017年，蔡英文總統時期，获聘任為無任所大使。
2024年，賴清德總統時期，獲邀擔任總統府國家氣候變遷對策委員會顧問、無任所大使。

## 荣誉

### 中华民国勋章奖章
- 二等景星勋章（2002年1月31日于台北总统府颁授[11]）

## 外部連結
维基共享资源上的相關多媒體資源：簡又新
| 中華民國政府職務                   | 中華民國政府職務                                | 中華民國政府職務 |
| ---------------------------------- | ----------------------------------------------- | ---------------- |
| 行政院                             |                                                 |                  |
| 首任                               | 環保署署長 第一任 1987年8月22日－1991年6月1日   | 繼任： 趙少康    |
| 前任： 馬鎮方（代理） 正任：張建邦 | 交通部部長 第十四任 1991年6月1日－1993年2月27日 | 繼任： 劉兆玄    |
| 前任： 田弘茂                      | 外交部部長 第十六任 2002年2月1日－2004年4月16日 | 繼任： 陳唐山    |